# Vladimir Pištalo
Vladimir Pištalo (Sarajevo, 8 maggio 1960) è uno scrittore serbo con cittadinanza statunitense.

## Biografia
Si è laureato alla facoltà di Giurisprudenza dell'Università di Sarajevo nel 1985. Nel 1993 emigrò negli Stati Uniti e nel 2000 ottenne il dottorato dall'Università del New Hampshire con una dissertazione sulla storia delle tre identità dei serbi immigrati in America (serba, americana e jugoslava). 
Nel medesimo ateneo è stato leader del progetto Sviluppo Sostenibile e Cultura presso l'Istituto per lo Sviluppo Sostenibile, ed è stato docente di Storia americana, russa e mondiale dal 1997 al 2002. Ha poi tenuto la cattedra di Storia americana e mondiale presso il Becker College di Worcester dal 2002 al 2020.
Il 4 febbraio 2021 è stato nominato direttore ad interim della Biblioteca nazionale serba, per poi ottenere l'incarico effettivo nel dicembre dello stesso anno.

## Opera letteraria
Ha pubblicato il suo primo racconto nel 1978 e il suo primo libro, Сликовница (Albo illustrato) nel 1981. Ha pubblicato una quindicina di opere, spaziando dalla prosa poetica al romanzo. 
Fra la sua produzione si segnalano Millennio a Belgrado (Миленијум у Београду, 2000), incentrato sulle vicende di un gruppo di giovani sullo sfondo della guerra; Tesla (Тесла, портрет међу маскама, 2008), romanzo-biografia del celebre scienziato, per il quale è stato insignito del Premio NIN; la raccolta di saggi Значење џокера (Il significato di Joker, 2017), per cui ha ricevuto il Premio Meša Selimović nel 2019.

## Opere tradotte in italiano
- Millennio a Belgrado, Gremese, Roma, 2010 - ISBN 9788884406309  (Миленијум у Београду, 2000).
- Tesla, Bordeaux Edizioni, Roma, 2022 - ISBN 9791259630940 (Тесла, портрет међу маскама, 2008)